# Hinewaia
Hinewaia is een geslacht van spinnen uit de familie springspinnen (Salticidae).

## Soort
De volgende soort is bij het geslacht ingedeeld:
- Hinewaia embolica Żabka & Pollard, 2002